# Toivo Salonen
Toivo Kostia Salonen (21. května 1933 Pälkäne – 28. října 2019 Muhos) byl finský rychlobruslař.
Na mezinárodní scéně debutoval na Zimních olympijských hrách 1952, kde skončil v závodě na 1500 m na 25. místě, na pětistovce dojel osmý. O rok později se premiérově zúčastnil mistrovství světa (13. místo) i Evropy (17. místo), v roce 1954 poprvé vyhrál finský šampionát. Na zimní olympiádě 1956 startoval ve třech disciplínách, v závodě na 10 000 m dobruslil na 24. příčce, na půlkilometru byl pátý a na patnáctistovce získal svou jedinou olympijskou medaili – bronzovou. Dalších cenných kovů se dočkal v roce 1959, kdy vybojoval bronz na evropském mistrovství a stříbro na světovém šampionátu. Zúčastnil se ZOH 1960 (závody na 500 m a 1500 m dokončil na sedmé příčce) a ZOH 1964 (500 m – 23. místo, 5000 m – 21. místo). Od roku 1964 se již nepohyboval v prostředí velkých mezinárodních závodů a naposledy startoval na finském šampionátu 1968.
Zemřel 28. října 2019 ve věku 86 let.